# Belvosia canalis
Belvosia canalis är en tvåvingeart som beskrevs av Aldrich 1928. Belvosia canalis ingår i släktet Belvosia och familjen parasitflugor.
Artens utbredningsområde är Panama. Inga underarter finns listade i Catalogue of Life.